# Cneo Pompeyo el Joven

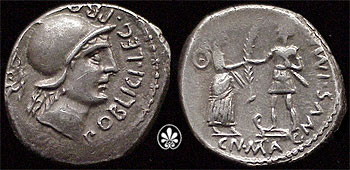
Moneda de Cneo Pompeyo el Joven

Cneo Pompeyo el Joven (75 a. C. - 45 a. C.), político y general romano de finales de la etapa republicana (siglo I a. C.). Era el hijo mayor de Pompeyo el Grande, nacido de su tercera esposa, Mucia Tercia. Tanto él como su hermano menor, Sexto Pompeyo, crecieron a la sombra de su padre, uno de los mayores generales de Roma y originalmente un político reformista que más tarde se desplazó a la facción conservadora cuando Julio César se convirtió en una amenaza. Cuando César cruzó el río Rubicón en el año 49 a. C. comenzando así la guerra civil, Cneo siguió a su padre en su huida al este, al igual que hizo la mayoría de los senadores conservadores. El ejército de Pompeyo fue derrotado en la batalla de Farsalia en el año 48 a. C., y el mismo Pompeyo tuvo que huir para salvar su vida. Sin embargo, murió en Egipto, el 29 de septiembre de ese mismo año, traicionado por los gobernantes que le habían acogido.
Tras su asesinato, Cneo y su hermano Sexto se unieron a la resistencia contra César, en la provincia de África. Junto con Metelo Escipión, Catón el Joven y otros senadores, prepararon la oposición a César hasta el final. César derrotó a Metelo Escipión y a Catón en la batalla de Tapso en el año 46 a. C. (Catón se suicidaría justo después). Cneo escapó de nuevo, esta vez a las islas Baleares, donde se reunió con Sexto. Junto con Tito Labieno, antiguo general del ejército de César, los hermanos Pompeyo cruzaron a las provincias hispanas, donde reunieron un nuevo ejército.
César pronto les siguió, y el 17 de marzo del año 45 a. C. se encontraron sus ejércitos en la batalla de Munda. Los dos ejércitos eran grandes, y estaban dirigidos por generales capaces, pero finalmente una carga de caballería de César inclinó la batalla a su favor. En la batalla y en la huida que siguió, Tito Labieno murió junto con unos 30.000 hombres del lado republicano. Cneo y Sexto lograron escapar una vez más. Sin embargo, en este caso les fue difícil encontrar partidarios, dado que estaba claro que César había ganado la guerra civil. Tras algunas semanas, Cneo Pompeyo fue capturado y ejecutado por traición el 12 de abril. Sexto Pompeyo logró mantenerse alejado de sus enemigos, y sobrevivió a su hermano mayor durante algunos años más.